# Mizumaki
Mizumaki (水巻町, Mizumaki-machi) est un bourg du district d'Onga, dans la préfecture de Fukuoka, au Japon.

## Géographie

### Démographie
Au 1er septembre 2014, la population de Mizumaki s'élevait à 28 986 habitants répartis sur une superficie de 11,03 km2.